# Draft NFL 1999
Il Draft NFL 1999 si è tenuto dal 17 al 18 aprile 1999.
L'ordine del draft è costituito in questo modo: per le prime venti squadre che non si sono qualificate per i playoff viene invertito l'ordine della stagione regolare 2009, quindi dalla squadra che ha ottenuto meno vittorie a quella con più vittorie, poi a seguire si aggiungono le squadre in base al turno in cui sono state eliminate ai playoff, fino ad arrivare alle ultime due scelte (30ª e 31ª) che sono assegnate rispettivamente alla perdente e alla vincente del Super Bowl XXXIII.
In caso di parità di vittorie si tiene conto come prima variabile la difficoltà del calendario che le squadre con lo stesso numero di vittorie hanno dovuto affrontare. In caso di ulteriore parità si considera il numero delle vittorie raggiunte all'interno della propria division o conference. Se la parità dovesse persistere la decisione viene presa con il lancio della monetina.
I New Orleans Saints scambiarono tutte le proprie scelte coi Washington Redskins per il running back Ricky Williams, la prima volta nella storia che una squadra NFL ebbe una sola scelta nel Draft.

## Primo giro
|  | = Pro Bowler    |
|  | = Hall of Famer |

| Scelta # | Squadra                                                                     | Giocatore           | Ruolo            | College              |
| -------- | --------------------------------------------------------------------------- | ------------------- | ---------------- | -------------------- |
| 1        | Cleveland Browns                                                            | Tim Couch           | Quarterback      | Kentucky             |
| 2        | Philadelphia Eagles                                                         | Donovan McNabb      | Quarterback      | Syracuse             |
| 3        | Cincinnati Bengals                                                          | Akili Smith         | Quarterback      | Oregon               |
| 4        | Indianapolis Colts                                                          | Edgerrin James      | Running back     | Miami (FL)           |
| 5        | New Orleans Saints (Dai Carolina Panthers attraverso i Washington Redskins) | Ricky Williams      | Running Back     | Texas                |
| 6        | St. Louis Rams                                                              | Torry Holt          | Wide receiver    | NC State             |
| 7        | Washington Redskins (Dai Chicago Bears)                                     | Champ Bailey        | Cornerback       | Georgia              |
| 8        | Arizona Cardinals (Dai San Diego Chargers)                                  | David Boston        | Wide Receiver    | Ohio State           |
| 9        | Detroit Lions                                                               | Chris Claiborne     | Linebacker       | USC                  |
| 10       | Baltimore Ravens                                                            | Chris McAlister     | Defensive Back   | Arizona              |
| 11       | Minnesota Vikings (Dai Washington Redskins)                                 | Daunte Culpepper    | Quarterback      | Central Florida      |
| 12       | Chicago Bears (Dai New Orleans Saints attraverso i Washington Redskins)     | Cade McNown         | Quarterback      | UCLA                 |
| 13       | Pittsburgh Steelers                                                         | Troy Edwards        | Wide Receiver    | Louisiana Tech       |
| 14       | Kansas City Chiefs                                                          | John Tait           | Tackle           | Brigham Young        |
| 15       | Tampa Bay Buccaneers                                                        | Anthony McFarland   | Defensive tackle | LSU                  |
| 16       | Tennessee Titans                                                            | Jevon Kearse        | Defensive end    | Florida              |
| 17       | New England Patriots (Dai Seattle Seahawks)                                 | Damien Woody        | Centro           | Boston College       |
| 18       | Oakland Raiders                                                             | Matt Stinchcomb     | Tackle           | Georgia              |
| 19       | New York Giants                                                             | Luke Petitgout      | Tackle           | Notre Dame           |
| 20       | Dallas Cowboys (Dai New England Patriots attraverso i Seattle Seahawks)     | Ebenezer Ekuban     | Defensive End    | UNC                  |
| 21       | Arizona Cardinals                                                           | L.J. Shelton        | Tackle           | Eastern Michigan     |
| 22       | Seattle Seahawks (Dai Dallas Cowboys)                                       | Lamar King          | Defensive End    | Saginaw Valley State |
| 23       | Buffalo Bills                                                               | Antoine Winfield    | Defensive Back   | Ohio State           |
| 24       | San Francisco 49ers (Dai Miami Dolphins)                                    | Reggie McGrew       | Defensive Tackle | Florida              |
| 25       | Green Bay Packers                                                           | Antuan Edwards      | Defensive Back   | Clemson              |
| 26       | Jacksonville Jaguars                                                        | Fernando Bryant     | Defensive Back   | Alabama              |
| 27       | Detroit Lions (Dai San Francisco 49ers attraverso i Miami Dolphins)         | Aaron Gibson        | Tackle           | Wisconsin            |
| 28       | New England Patriots (Dai New York Jets)                                    | Andy Katzenmoyer    | Linebacker       | Ohio State           |
| 29       | Minnesota Vikings                                                           | Dimitrius Underwood | Defensive End    | Michigan State       |
| 30       | Atlanta Falcons                                                             | Patrick Kerney      | Defensive End    | Virginia             |
| 31       | Denver Broncos                                                              | Al Wilson           | Linebacker       | Tennessee            |